# Казе дела Гвица (Тревизо)
Казе дела Гвица је насеље у Италији у округу Тревизо, региону Венето.
Према процени из 2011. у насељу је живело 96 становника. Насеље се налази на надморској висини од 18 м.